# Ferrari FF
Ferrari FF – samochód sportowy klasy wyższej produkowany przez włoską markę Ferrari w latach 2011–2016.

## Historia i opis modelu

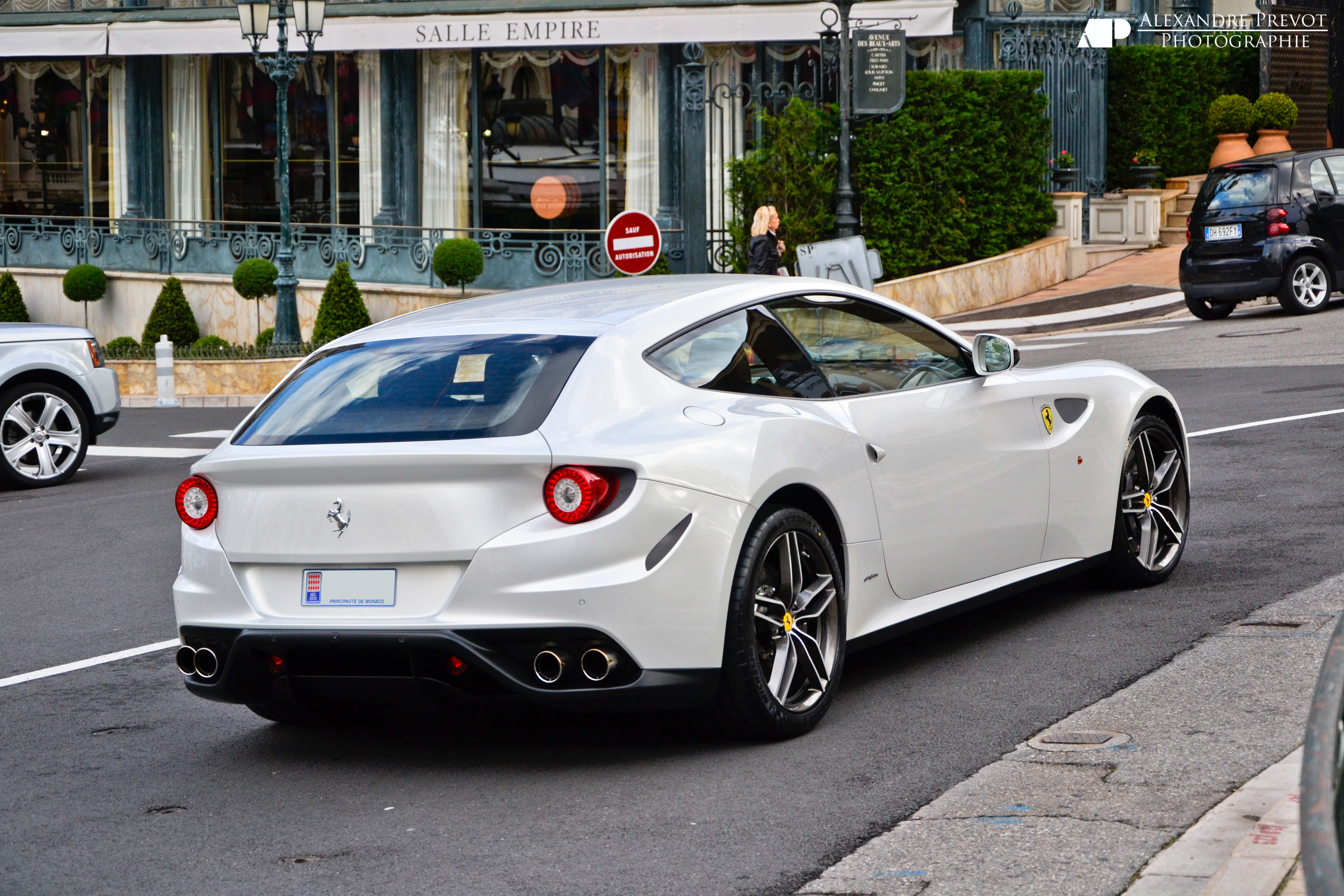
Ferrari FF – tył

Auto zostało zaprezentowane podczas targów motoryzacyjnych w Genewie w 2011 roku. Pojazd został zaprojektowany przez włoskie biuro projektowe Pininfarina.

### Silnik
- V12 6,3 l (6262 cm³), 4 zawory na cylinder
- Układ zasilania: bezpośredni wtrysk paliwa
- Średnica cylindra × skok tłoka: 94,00 mm × 75,20 mm
- Stopień sprężania: 12,3:1
- Moc maksymalna: 660 KM (485 kW) przy 8000 obr./min
- Maksymalny moment obrotowy: 683 N•m przy 6000 obr./min

### Osiągi
- Przyspieszenie 0-100 km/h: 3,7 s[2]
- Prędkość maksymalna: 335 km/h

### Pozostałe
- Opony:
  - Przód: 245/45 ZR20
  - Tył: 295/35 ZR20
- Hamulce: hamulce tarczowe, wentylowane tarcze
  - Przód: 398 mm
  - Tył: 360 mm

## Wykorzystanie jako radiowóz
Ferrari FF jest własnością m.in. policji w Dubaju.